# Aeonium canariense
Aeonium canariense là một loài thực vật có hoa trong họ Crassulaceae. Loài này được (L.) Webb & Berthel. miêu tả khoa học đầu tiên năm 1841.